# Неонилинский сельсовет
Неонилинский сельсовет — упразднённые административно-территориальная единица и сельское поселение в Шадринском районе Курганской области Российской Федерации.
Административный центр — село Неонилинское.
С 23 декабря 2021 года Законом Курганской области от 10.12.2021 № 140 муниципальный район был преобразован в муниципальный округ, в административном районе упразднён сельсовет.

## История
Статус и границы сельского поселения установлены Законом Курганской области от 4 ноября 2004 года № 747 «Об установлении границ муниципального образования Неонилинского сельсовета, входящего в состав муниципального образования Шадринского района».

## Население
| 1989 | 2002 | 2004 | 2010 | 2012 | 2013 | 2014 |
| ---- | ---- | ---- | ---- | ---- | ---- | ---- |
| 656  | ↘544 | ↘537 | ↘403 | ↘395 | ↘372 | ↘359 |
| 2015 | 2016 | 2017 | 2018 | 2019 | 2020 |      |
| ↗368 | →368 | ↘363 | ↘353 | ↘343 | ↘334 |      |

## Состав сельского поселения
| № | Населённый пункт | Тип населённого пункта       | Население |
| - | ---------------- | ---------------------------- | --------- |
| 1 | Неонилинское     | село, административный центр | ↘305      |
| 2 | Титова           | деревня                      | ↘98       |